# East Richmond Heights
East Richmond Heights é uma Região censo-designada localizada no Estado americano da Califórnia, no Condado de Contra Costa.

## Geografia
A área total da cidade é de 1,5 km² (0,6 mi²), sendo tudo coberto por terra.

## Demografia
De acordo com o censo de 2000, a densidade populacional é de 2273,9/km² (5930,4/mi²) entre os 3357 habitantes, distribuídos da seguinte forma:
- 64,13% caucasianos
- 13,94% afro-americanos
- 0,66 inheemse Amerikanen
- 10,72% asiáticos
- 0,54% nativos de ilhas do Pacífico
- 3,90% outros
- 6,11% mestiços
- 10,66% latinos

Existem 885 famílias na cidade, e a quantidade média de pessoas por residência é de 2,43 pessoas.

## Localidades na vizinhança
O diagrama seguinte representa as localidades num raio de 8 km ao redor de East Richmond Heights.